# Anna Schöttl
Anna Schöttl (* 1989 in München) ist eine deutsche Bühnen- und Kostümbildnerin.

## Biografie
Anna Schöttl studierte Bühnen- und Kostümgestaltung sowie Film- und Ausstellungsarchitektur am Mozarteum in Salzburg bei Herbert Kapplmüller und Henrik Ahr. Am Wimbledon College of Arts in London studierte sie Szenenbild (Set Design). Während ihres Studiums wirkte sie bei den Salzburger Festspielen mit, anschließend war sie drei Jahre lang Ausstattungsassistentin an der Bayerischen Staatsoper in München.
Schöttl arbeitet als freischaffende Bühnen- und Kostümbildnerin mit Regisseuren wie Marina Abramović, Amélie Niermeyer und Andreas Weirich zusammen.
Die Uraufführung der Oper 7 Deaths of Maria Callas, für die Schöttl das Bühnenbild entwarf, wurde vom Bayerischen Rundfunk und von Arte ausgestrahlt.

## Werke (Auswahl)
- 2022: Egmont, Theater Bielefeld[6]
- 2021: Sokil, Nationaloper Lwiw[7]
- 2021: Idomeneo, Bayerische Staatsoper (mit Phyllidia Barlow)[8]
- 2020: 7 Deaths of Maria Callas, Bayerische Staatsoper (mit Marina Abramović)[9] mit Gastspielen an der Griechischen Nationaloper in Athen, an der Deutschen Oper Berlin, am Teatro del Maggio Musicale Fiorentino, an der Opéra National de Paris und am Teatro San Carlo in Neapel[10]
- 2018: Schwanengesang, HIDALGO Festival[11]
- 2017: The Feast (Kurzfilm)[12]
- 2015: Awakening (Kurzfilm)[13]
- 2014: A Witch Called Wanda (Kurzfilm)[14]
- 2012: Technosensual – Where Fashion Meets Technology, Museumsquartier Wien (Ausstellungsarchitektur)[15]